# 奥茨韦勒
奥茨韦勒是德国莱茵兰-普法尔茨州的一个市镇。总面积3.11平方公里，总人口210人，其中男性120人，女性90人（2011年12月31日），人口密度68人/平方公里。